# Kanton Alcoche
Der Kanton Alcoche ist ein Verwaltungsbezirk im Departamento La Paz im südamerikanischen Anden-Staat Bolivien.

## Lage im Nahraum
Der Kanton Alcoche ist einer von zweiundzwanzig Cantones des Landkreises (bolivianisch: Municipio) Caranavi in der Provinz Caranavi und liegt im zentralen westlichen Teil des Landkreises. Es grenzt im Nordwesten an die Provinz Larecaja, im Südwesten an die Provinz Murillo, im Süden und Osten an den Kanton Santa Fe, und im Nordosten an den Kanton Alto Illimani.
Der Kanton erstreckt sich zwischen 15° 43' 30" und 15° 48' südlicher Breite und 67° 38' und 67° 41' westlicher Breite, er misst von Norden nach Süden bis zu sieben Kilometer und von Westen nach Osten bis zu fünf Kilometer. Der Kanton besteht aus sieben Ortschaften (localidades), zentraler Ort ist Alcoche mit 878 Einwohnern (2012) im nordwestlichen Teil des Kantons.

## Geographie
Der Kanton Alcoche liegt am Río Coroico eingebettet zwischen den östlichen Voranden-Ketten im Übergangsbereich zwischen dem andinen Altiplano und dem bolivianischen Tiefland. Das Klima ist ein typisches Tageszeitenklima, bei dem die mittleren Temperaturschwankungen im Tagesverlauf deutlicher ausfallen als im Jahresverlauf.
Die Jahresdurchschnittstemperatur liegt bei 25,5 °C und schwankt im Jahresverlauf nur unwesentlich zwischen 23 °C im Juni/Juli und 27 °C im November/Dezember (siehe Klimadiagramm Caranavi). Der Jahresniederschlag erreicht eine Höhe von fast 1500 mm, und bis auf eine kurze Trockenzeit im Juni/Juli ist das Klima ganzjährig feucht mit Monatsniederschlägen von über 200 mm von Dezember bis Februar.

## Bevölkerung
Die Einwohnerzahl des Kantons ist in dem Jahrzehnt zwischen den beiden letzten Volkszählungen auf das Doppelte angestiegen:
| Jahr | Einwohner | Quelle           |
| ---- | --------- | ---------------- |
| 1992 | 668       | Volkszählung     |
| 2001 | 1 374     | Volkszählung     |
| 2012 | .         | noch keine Daten |

Aufgrund der historischen Bevölkerungsentwicklung weist die Region einen hohen Anteil an Aymara-Bevölkerung auf, im Municipio Caranavi sprechen 57,8 % der Bevölkerung die Aymara-Sprache.

## Gliederung
Der Kanton Alcoche gliedert sich in die folgenden vier Unterkantone (vicecantones):
- Alcoche – 4 Ortschaft – 970 Einwohner (2001)
- Colonia Alcoche – 1 Ortschaft – 37 Einwohner
- Colonia Fiscal Magic – 1 Ortschaft – 27 Einwohner
- Colonia Flor de Mayo – 1 Ortschaft – 39 Einwohner